# Elecciones generales de las Islas Feroe de 2011
El 29 de octubre de 2011 se celebraron elecciones generales anticipadas en las Islas Feroe. La ley de las Islas Feroe establece que las nuevas elecciones deben celebrarse al menos una vez cada cuatro años; sin embargo, el Primer Ministro (Løgmaður) o la mayoría de los miembros del Parlamento de las Islas Feroe (el Løgting) pueden convocar elecciones antes del final de este período. Las elecciones anteriores se celebraron el 20 de enero de 2008, y la última fecha en la que podrían haberse celebrado las próximas elecciones fue el 19 de enero de 2012. Sin embargo, el Primer Ministro de las Islas Feroe, Kaj Leo Johannesen, anunció el 27 de septiembre de 2011 que las elecciones serían se celebrará el 29 de octubre de 2011. No dio ningún motivo particular para su decisión.
Las elecciones parlamentarias deben celebrarse no antes de cuatro semanas y no más tarde de cinco semanas después de que se haya hecho el anuncio.

## Resultados
Los partidos de centroderecha ganaron significativamente, con el Partido Unión pro-sindical y el Partido Popular pro-independencia ganando un escaño cada uno, mientras que el nuevo movimiento Progreso (liberal clásico) - formado siete meses antes como una ruptura del Partido Popular - entró el Løgting con dos asientos.  En consecuencia, los partidos de izquierda y centristas perdieron terreno.
| Partidos                      | Partidos                      | Votos  | %     | Escaños |
| ----------------------------- | ----------------------------- | ------ | ----- | ------- |
|                               | Partido Unionista             | 7,546  | 24.70 | 8       |
|                               | Partido Popular               | 6,883  | 22.53 | 8       |
|                               | República                     | 5,589  | 18.29 | 6       |
|                               | Partido de la Igualdad        | 5,428  | 17.77 | 6       |
|                               | Progreso                      | 1,933  | 6.33  | 2       |
|                               | Partido de Centro             | 1,883  | 6.16  | 2       |
|                               | Partido del Autogobierno      | 1,290  | 4.22  | 1       |
| Total (participación de 100%) | Total (participación de 100%) | 30,552 | 99.48 | 33      |
| Fuentes: Logting              |                               |        |       |         |